# Boeing XB-38 Flying Fortress
XB-38 Flying Fortress là một mẫu chuyển đổi của loại máy bay ném bom B-17E Flying Fortress, dùng để thử nghiệm động cơ Allison V-1710 dự kiến sẽ thay thế cho động cơ Wright R-1820 vào đầu Chiến tranh thế giới II.

## Quốc gia sử dụng
United States
- Không quân Lục quân Hoa Kỳ

## Tính năng kỹ chiến thuật (XB-38)
Dữ liệu lấy từ Lockheed Aircraft since 1913.
Đặc điểm tổng quát
- Kíp lái: 10
- Chiều dài: 74 ft 0 in (22,56 m)
- Sải cánh: 103 ft 11 in (31,67 m)
- Chiều cao: 19 ft 2 in (5,84 m)
- Diện tích cánh: 1.420 ft² (131,9 m²)
- Trọng lượng rỗng: 34.750 lb (15.762 kg)
- Trọng lượng có tải: 56.000 lb (25.401 kg)
- Trọng lượng cất cánh tối đa: 64.000 lb (29.030 kg)
- Động cơ: 4 × Allison V-1710-97, 1.425 hp (1.063 kW)  mỗi chiếc

 Hiệu suất bay 
- Vận tốc cực đại: 327 mph (284 knot, 526 km/h)
- Vận tốc hành trình: 226 mph (197 knot, 364 km/h)
- Tầm bay: 3.300 mi (2.870 nmi, 5.310 km)
- Trần bay: 29.600 ft (9.020 m)

Trang bị vũ khí

- Súng: 10× Súng máy M2 Browning.50 in (12,7 mm)
- Bom: 6.000 lb (2.700 kg)